# Rupornis magnirostris
Rupornis magnirostris е вид дневна граблива птица от семейство Ястребови. Малко по-дребен в сравнение с другите видове мишелови, достигащ 26 cm дължина на тялото. Отличава се по дългата опашка и непропорционално късите криле.
Разпространен в Северна Америка, на юг от Мексико и Южна Америка, на изток от Андите, до северна Аржентина.

## Подвидове
- B. m. griseocauda (Ridgway, 1873) – южно Мексико до СЗ Коста Рика и западна Панама.
- B. m. conspectus (Peters, 1913) – СИ Мексико и северен Белиз.
- B. m. gracilis (Ridgway, 1885) – острови край полуостров Юкатан.
- B. m. sinushonduri (Bond, 1936) – Хондурас.
- B. m. petulans (van Rossem, 1935) – СЗ Коста Рика, западна Панама и прилежащите острови.
- B. m. alius (Peters & Griscom, 1929) – острови в Панамския залив.
- B. m. magnirostris (Gmelin, 1788) – южна Колумбия, западен Еквадор, Венецуела, Гаяна, амазонска Бразилия по Атлантическото крайбрежие.
- B. m. occiduus (Bangs, 1911) – източно Перу, западна Бразилия, южно от Амазония, северна Боливия.
- B. m. saturatus (P. L. Sclater & Salvin, 1876) – Боливия, Парагвай, СЗ Бразилия до западна Аржентина.
- B. m. nattereri (P. L. Sclater & Salvin, 1869) – СИ Бразилия.
- B. m. magniplumis (Bertoni, 1901) – южна Бразилия, Северна Аржентина и Парагвай.
- B. m. pucherani (J. & E. Verreaux, 1855) – Уругвай и СИ Аржентина.